# Cảnh sát Hoàng gia Brunei
Công an Hoàng gia Brunei (tiếng Mã Lai: Polis Diraja Brunei) là lực lượng công an của Brunei. Lực lượng này là một trong 190 thành viên của Interpol, một tổ chức liên chính phủ trên toàn thế giới kể từ năm 1984.
Với lực lượng hơn 4.400 người, công an Brunei chịu trách nhiệm duy trì luật pháp, trật tự và thực hiện các nghĩa vụ thi hành pháp luật. Nhiệm vụ của công an trong việc tuân thủ luật pháp tại Vương quốc Brunei Darussalam bao gồm ngăn chặn, phát hiện và điều tra tội phạm, thu thập thông tin tình báo tội phạm, kiểm soát giao thông, nhiệm vụ hộ tống (VIP, tiền mặt, tù nhân), tuần tra trên biển và biên giới, trật tự công cộng, bạo loạn cũng như kiểm soát sự kiện công cộng.

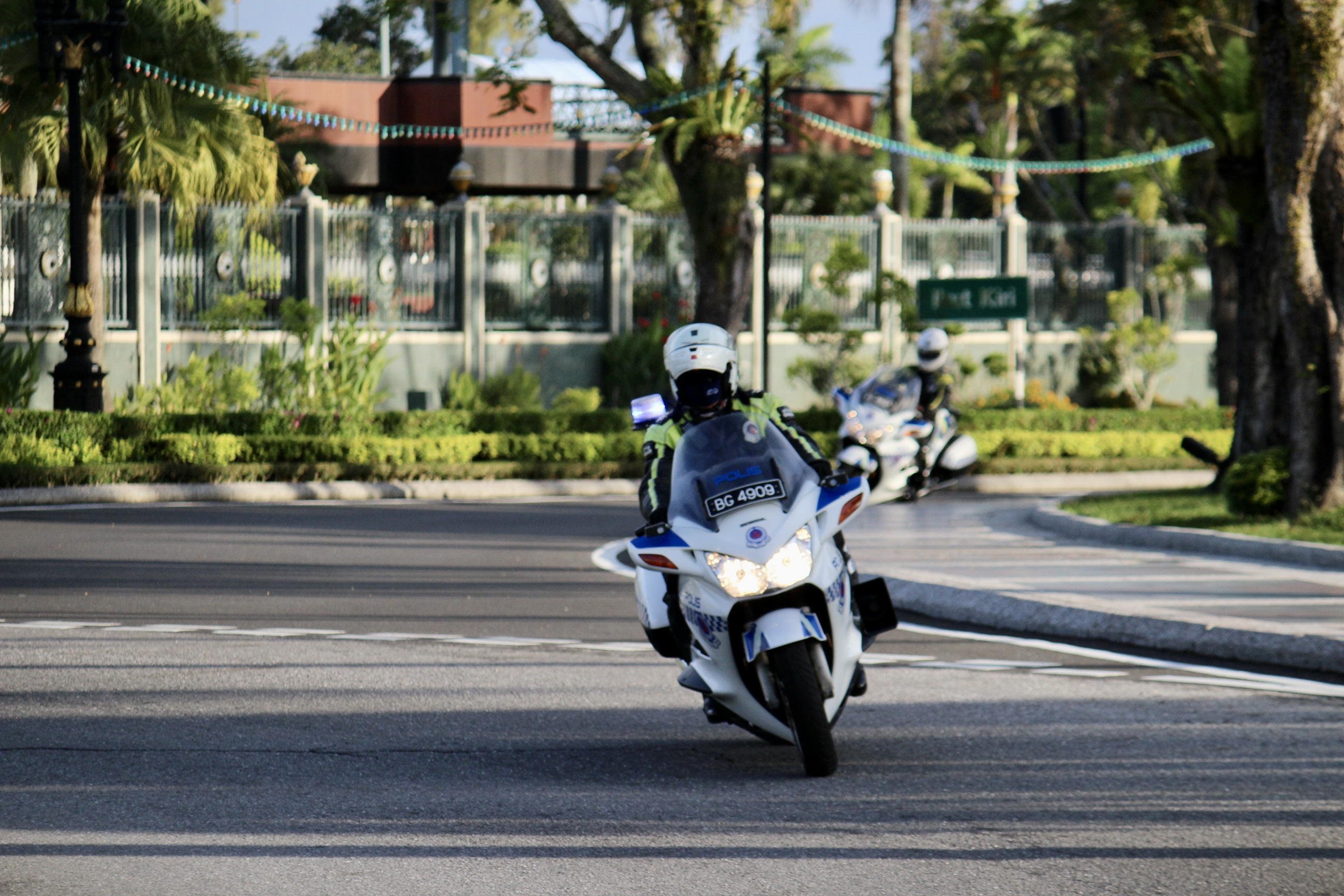
Công an thực hiện nhiệm vụ hộ tống các VIP ở Jerudong.